# Мухаммад Али Шамсутдин
Мухаммад Али Шамсутдин (араб. محمد علي شمس الدين‎, 15 октября 1942, Beit Yahoun, Набатия — 11 сентября 2022, Arabsalim) — ливанский поэт и писатель. На его творчество оказал влияние поэт Хваджа Шамс-уд-Дин Мухаммад Хафес-и Ширази (1315–1390). Шамсутдин считается одним из пионеров современной поэзии в арабском мире с 1973 года. Он участвовал в различных фестивалях арабской поэзии и был членом административного совета Союза арабских писателей. Шамсутдин имеет сильную духовную связь с поэзией, и его произведения признаны во всем мире.

## Биография

### Ранние годы
Мухаммед Али Шамсутдин родился в 1942 году в Бейт-Яхуне, деревне, расположенной в районе Бинт-Джубайль в провинции Набатия в Ливане. Он вырос в мусульманской семье и слушал голоса своих бабушек и дедушек, читавших стихи Корана и Кербалаият, поэтические строки, связанные с Ашурой. Многочисленные поэты вдохновляли Шамсутдина в его детстве, в том числе Аль Маарри, Абу Хайян ат-Таухиди и Альбер Камю. Он читал различные сборники стихов, которые находил в библиотеке бабушки и дедушки, что вдохновило его на написание собственных рассказов в возрасте двенадцати лет. Затем он начал писать короткие высказывания и цитаты и, наконец, написал своё первое стихотворение в возрасте четырнадцати лет. Он учил французскую поэзию по пути в школу Форн-Эль-Чеббак, где он учился, и был единственным, кто сдал язык в своём классе и получил французский диплом в 1985 году.

### Карьера
Шамсутдин получил степень бакалавра гуманитарных наук в области арабской литературы, степень бакалавра гуманитарных наук в области права и степень доктора философии в области истории. Он был членом Союза арабских писателей, административного совета Союза ливанских писателей и был удостоен награды Ассоциации писателей Иордании.
Написание стихов не было его основной работой, так как лишь у очень немногих арабских поэтов стихотворчество является основным источником дохода. Основной доход Шамсутдин получал от работы директором отдела инспекции и контроля в Национальном фонде социального обеспечения и главным инспектором по социальному обеспечению сотрудников первой категории в Бейруте, Ливан. Он также был преподавателем истории искусств в «Институте высшего образования».

## Отношения с поэзией
Шамсутдин начал поиски своего увлечения в молодом возрасте. В возрасте десяти лет он начал мечтать о дирижировании оркестром. Он даже купил аккордеон и начал учиться музыке. Через некоторое время, играя и изучая инструмент, он понял, что ему не суждено заниматься музыкальной карьерой. Он пробовал писать короткие рассказы, но чувствовал, что «это не заполняет пустоту в его душе», пока, наконец, не начал писать стихи на арабском языке. Шамсутдин описал поэзию как «ответ на его таинственные внутренние вопросы» и «единственное, что может удовлетворить его страсть». Каждое стихотворение, которое он пишет, вдохновлено событием, которое он пережил в какой-то момент своей жизни. Известно, что его стихи имеют грустный подтекст. Печаль в его стихах навеяна атмосферой, которая окружала его в деревне детства, и Кербалайят (поэтическими стихами, связанными с Ашурой), которые он слушал в детстве.
Хотя Шамсутдин — современный поэт, его стихи принадлежат не только современному стилю. Пишет стихи разных жанров и направлений. Большая часть его поэзии взаимодействует с символами арабской и исламской истории.
Однажды Шамсутдина спросили в интервью газете «Аль-Кудс», что он думает о роли поэзии в наше время. Он ответил, сказав: «У поэзии много ролей, но нет ролей. Поэзия используется для празднования, развлечения, оценки красоты, активизации воображения, пробуждения души, наслаждения музыкой, пения, выражения смысла свободы, подвергая сомнению существование и несуществование, удовлетворение души, описание боли и бесчисленное множество других ролей». Шамсутдин считает, что поэзия никогда не умрёт, несмотря на все зарождающиеся искусства: рассказы, романы, кино, театр и т. д. Он уверен, что поэзия сохранит своё значение как родоначальник арабского языка. В другом интервью между Шамсутдином и поэтом Захи Вехбе Шамсутдин описал поэзию как пение перед лицом страха и слабости. Поэзия – это поиск смыслов и объяснений в огромном окружающем нас мире с помощью слов и ритмов.

## Опубликованные работы и достижения
До того, как написать свой первый сборник стихов, он писал сотни стихов и прятал их из-за беспокойства и подозрительности. В 1974 году Шамсутдин представил свой первый сборник стихов «Касаид мохараба ила хабибати асйа» на 4-м фестивале арабской поэзии Аль-Марбад в Басре, Ирак. На мероприятии присутствовали несколько известных арабских поэтов, в том числе Низар Каббани, Махмуд Дарвиш, Саади Юсеф и Мухаммед Махди аль-Джавахири. Его поэтический сборник был признан одним из лучших на фестивале, так как привлёк внимание Сухейла Идриса, помощника, который помог ему напечатать его первое издание в «Дар Аль Адаб» в Бейруте. Этот сборник «Касаид мохараба ила хабибати асйа» был очень успешным и известным.
Через два года после представления своего первого сборника стихов Шамсутдин опубликовал ghym li’ahlam almalik almakhlooa. Издал книгу, сборник стихов или рассказов для детей. За свою карьеру Шамсутдин написал около 19 поэтических сборников, в том числе последний «Альназилун ан Лрих», представленный в 2014 году. У Шамсутдина были разные стихи на разные темы, и большинство его стихов находились под влиянием арабской и мусульманской истории. Кроме того, Шамсутдин написал три книги, а также критические и литературные статьи о поэзии, литературе и другие размышления в газетах и журналах.

## Политические взгляды
Дом Шамсутдина был разрушен во время вторжения в Южный Ливан израильских войск (которые ранее вторглись в Палестину). Он поддерживает дело палестинцев и считает Южный Ливан сердцем Палестины. Он также заявляет: «Нет! Палестина никогда не забывается! Палестина — это кровь, текущая в жилах арабских земель! Нет справедливости, если не вернуть Палестину!»

## Почести, награды, знаки отличия
Шамсутдина чтили в Ливане и других арабских странах.
В 2006 году он был удостоен награды «Диван аль-Араби», где он был награждён знаком журнала в Каире, что явилось признанием его усилий и поэтической щедрости.
В 2011 году он получил поэтическую премию «Овайс».
В 2015 году он получил премию «Шарка» за арабскую поэзию.
Его поэзию преподавали в нескольких арабских университетах, в том числе в Ливанском университете. О нём написано множество кандидатских и докторских диссертаций. Испанский востоковед доктор Педро Мартин написал о нём исследование в брошюре под названием «Al Manara Publishing 77 Madrid». Серия «Современная литература», также известная как «Культурное движение Аль-Риф», включала книгу под названием «Изучение поэтического языка Мохаммада Шамс ад-Дина», опубликованную доктором Али Нахди Зайтуном в Ливане в 1996 году.